# Важка атлетика на літніх Олімпійських іграх 2024 — до 102 кг (чоловіки)
Змагання з важкої атлетики в категорії до 102 кілограма серед чоловіків на літніх Олімпійських іграх 2024 у Парижі відбудуться 10 серпня на Арені Південний Париж.

## Рекорди
Перед цими змаганнями чинні світовий та олімпійський рекорди були такі:
| Світовий рекорд     | Ривок   | світовий стандарт     | 191 кг | —               | 1 листопада 2018 |  |
| Світовий рекорд     | Поштовх | Лю Хуаньхуа (CHN)     | 232 кг | Пхукет, Таїланд | 8 квітня 2024    |  |
| Світовий рекорд     | Загалом | Лю Хуаньхуа (CHN)     | 413 кг | Пхукет, Таїланд | 8 квітня 2024    |  |
|                     |         |                       |        |                 |                  |  |
| Олімпійський рекорд | Ривок   | Олімпійський стандарт | 186 кг | —               |                  |  |
| Олімпійський рекорд | Поштовх | Олімпійський стандарт | 226 кг | —               |                  |  |
| Олімпійський рекорд | Загалом | Олімпійський стандарт | 410 кг | —               |                  |  |

## Результати
| Місце | Спортсмен             | Країна                           | Ривок (кг) | Ривок (кг) | Ривок (кг) | Ривок (кг) | Поштовх (кг) | Поштовх (кг) | Поштовх (кг) | Поштовх (кг) | Сума |
| Місце | Спортсмен             | Країна                           | 1          | 2          | 3          | Результат  | 1            | 2            | 3            | Результат    | Сума |
| ----- | --------------------- | -------------------------------- | ---------- | ---------- | ---------- | ---------- | ------------ | ------------ | ------------ | ------------ | ---- |
| 1     | Лю Хуаньхуа           | Китай (CHN)                      | 178        | 183        | 186        | 186        | 220          | 228          | 233          | 220          | 406  |
| 2     | Акбар Джураєв         | Узбекистан (UZB)                 | 180        | 185        | 189        | 185        | 219          | 224          | 232          | 219          | 404  |
| 3     | Євген Тихонцов        | Допущені нейтральні атлети (ANA) | 176        | 178        | 183        | 183        | 214          | 219          | 228          | 219          | 402  |
| 4     | Гарік Карапетян       | Вірменія (ARM)                   | 180        | 186        | 186        | 186        | 212          | 218          | 218          | 212          | 398  |
| 5     | Іраклій Чхеїдзе       | Грузія (GEO)                     | 171        | 176        | 179        | 179        | 214          | 214          | 224          | 214          | 393  |
| 6     | Лесман Паредес        | Бахрейн (BRN)                    | 181        | 186        | 188        | 181        | 211          | 218          | 218          | 211          | 392  |
| 7     | Раміро Мора Ромеро    | Збірна біженців (EOR)            | 161        | 166        | 168        | 166        | 201          | 206          | 210          | 210          | 376  |
| 8     | Веслі Кіттс           | США (USA)                        | 167        | 172        | 177        | 172        | 202          | 210          | 210          | 202          | 374  |
| 9     | Чан Йон Хак           | Південна Корея (KOR)             | 173        | 179        | 180        | 173        | 200          | 211          | 221          | 200          | 373  |
| 10    | Давранбек Хасанбаєв   | Туркменістан (TKM)               | 180        | 187        | 188        | 180        | 190          | 190          | 200          | 190          | 370  |
| —     | Ахмед Абузріба        | Лівія (LBA)                      | 164        | 169        | 170        | 164        | —            | —            | —            | —            | DNF  |
| —     | Фаріс Ібрагім Ель-Бах | Катар (QAT)                      | 178        | 178        | 178        | —          | —            | —            | —            | —            | DNF  |
| —     | Дон Опелоге           | Самоа (SAM)                      | 170        | 170        | 170        | —          | —            | —            | —            | —            | DNF  |